# Sankt Georgen im Attergau
Sankt Georgen im Attergau je městys v rakouské spolkové zemi Horní Rakousy, v okrese Vöcklabruck.

## Obyvatelstvo
K 1. lednu 2014 zde žilo 4 255 obyvatel.

## Osobnosti
- Nikolaus Harnoncourt (1929–2016), rakouský dirigent, cellista, hudební publicista